# O. Kay Henderson
Onette Kay Henderson (nacida el 3 de noviembre de 1964) es un directora de noticias políticas y reportera estadounidense. Ha trabajado con Radio Iowa desde 1987 y ganó el premio Jack Shelley en 2002. Se convirtió en la primera presentadora femenina de Iowa Press el 17 de septiembre de 2021.

## Carrera profesional
Henderson fue directora de noticias políticas nacionales en Iowa, Misuri, Minnesota y Wisconsin. Pasó dos mandatos como presidenta del grupo de directores de noticias de la Asociación Nacional de Redes Estatales de Radio. Su carrera en Radio Iowa comenzó en 1987 como reportera. En 2002, Henderson ganó el premio Jack Shelley de la Iowa Broadcast News Association. También ha estado en PBS NewsHour, Meet the Press en NBC, This Week en ABC, CNN, Fox News y MSNBC.
Henderson ha sido el director de noticias de Radio Iowa durante más de 20 años y ha informado sobre los caucus de Iowa, incluyendo entrevistas a candidatos presidenciales. Christi Parsons del Chicago Tribune dijo que los candidatos presidenciales se toman a Henderson «muy en serio», con Tommy Vietor, un portavoz de Barack Obama durante su campaña de 2008, diciendo: «Ella es la voz de Iowa». Vietor también dijo: «Si deseas transmitir un mensaje y no estás hablando con Kay, no lo estás haciendo de manera eficaz». Los medios de comunicación nacionales consideran a Henderson como una autoridad política de Iowa. Ella es la decana del cuerpo de prensa del Capitolio de Iowa y ha sido panelista invitada de Iowa Press. En 2021, Henderson asumió el papel de presentadora del programa de asuntos públicos Iowa Press de David Yepsen. Su debut como presentadora fue el 17 de septiembre de 2021. Durante los 50 años que duró el programa, Henderson es la primera mujer en ser presentadora.

## Vida personal
Henderson nació el 3 de noviembre de 1964, el día de las elecciones presidenciales de Estados Unidos de 1964 en las que Lyndon B. Johnson ganó la presidencia; su padre había pasado el día contando papeletas como juez electoral y su madre votó desde su habitación del hospital. Sus padres permitieron que sus hermanos la nombraran, y se eligió «Onette Kay» u «Okay». Su padre, Guy Henderson, trabajaba para la oficina agrícola del estado. Henderson asistió a la Universidad Estatal de Iowa.